# Să mori rănit din dragoste de viață
Să mori rănit din dragoste de viață este un film alb-negru românesc din 1984, regizat de Mircea Veroiu. Rolurile principale sunt interpretate de Claudiu Bleonț, Gheorghe Visu, Marcel Iureș, Tora Vasilescu și Dragoș Pâslaru.
Filmul prezintă povestea de viață și de moarte „din dragoste de viață” a doi tineri ilegaliști comuniști în timpul crizei economice din anii '30 ai secolului al XX-lea și al evoluției vieții politice a României înspre fascism. Ei înfăptuiesc o acțiune de sabotaj a unei fabrici de armament româno-germane și apoi eliberarea unui conducător al partidului ce fusese arestat de Siguranța Statului în cursul unei greve muncitorești din portul Galați.

## Rezumat
Doi tineri care nu se cunoșteau între ei: Horațiu Baltazar Câmpeanu (Claudiu Bleonț) și N. Sarca (Gheorghe Visu) trebuiau să se întâlnească într-o zi din anul 1934 pe peronul gării Telega la o oră prestabilită. Horațiu era fiul profesorului Câmpeanu (poreclit Harold Lloyd), care murise cu doi ani în urmă după ce fusese bătut de agenții Siguranței Statului. El fusese dat afară din universitate din cauza simpatiilor comuniste. Văzând că nu este abordat de nimeni, „studentul” intră într-o cârciumă din apropierea gării și se întâlnește acolo cu Sarca, un fost acrobat de circ ce se alăturase acțiunii din spirit de aventură. Cei doi se recunosc după parole și pleacă împreună. Ei ajung la balul simbriașilor publici din localitate, unde iau legătura cu alți tineri care îi așteptau. Cu ajutorul lor, cei doi tineri organizează un sabotaj al fabricii de armament româno-germane S.T. Metala. Cu prilejul inaugurării fabricii în prezența atașatului militar al Germaniei, clădirea ia foc în urma unei explozii.
După ce urmăresc explozia de la distanță, cei doi sabotori pleacă din localitate pe biciclete, apoi, după ce bicicleta lui Horațiu este distrusă, merg cu o barcă pe râu și în cele din urmă cu un tren. Activistul ilegalist Caraman (Virgil Andriescu) îi dă lui Horațiu un teanc de materiale propagandistice pentru muncitorii din portul Galați. Horațiu și Sarca pleacă acolo într-un vagon de tren cu manechine. O echipă de agenți de la Siguranța Statului, condusă de inspectorul general Mironescu (Marcel Iureș), oprește trenul pentru control. Cei doi reușesc să scape de razie ascunzându-se într-un cazan cu apă pentru alimentarea locomotivei.
Ajunși la destinație, ei se ascund într-un cinematograf în care rulează filmul Dezonorata (1931) (regizat de Josef von Sternberg și cu Marlene Dietrich în rolul principal) și se prezintă și un jurnal cinematografic cu funeraliile prim-ministrului I.Gh. Duca, ucis de un comando legionar. Neavând unde dormi și fiind căutați de poliție, Sarca îl aduce pe Horațiu la o veche prietenă pe nume Lola (Tora Vasilescu) de la circul „Gaetano”, ce sosise în oraș. „Studentul” era răcit cobză, iar Lola îi face o frecție. Neprimind parola de la Horațiu, Sarca pleacă singur în port pentru a-l găsi pe omul de legătură. O razie a Siguranței printre muncitorii din port duce la arestarea lui Neagoe (Andrei Codarcea), liderul grevei muncitorești. Muncitorii se revoltă, iar polițiștii deschid focul împotriva lor, printre cei reținuți fiind și Sarca.
Caraman îi dă lui Horațiu sarcina de a organiza eliberarea lui Neagoe, considerat un om foarte important pentru partid. Eliberat prin intervenția lui Gaetano, directorul circului, Sarca i se alătură „studentului”. Neagoe se afla la muncă forțată într-o mină, iar camarazii din partid îi trimit mesaje prin intermediul lui nea Cosma (Petre Tanasievici), un muncitor liber. Sarca pătrunde noaptea pe sârmă în lagăr și-l scoate din baracă pe Neagoe, apoi fug ascunși în corfa (cușca) trasă pe cablu de ceilalți tovarăși aflați în exterior.
Ancheta evadării lui Neagoe este preluată de inspectorul general Mironescu, iar tovarășul Caraman îi spune lui Sarca să plece de la circ. Horațiu se ascunsese la casa de la țară a părinților iubitei sale, Maria (Mariana Buruiană). Inspectorul își aduce aminte că arestase un circar la greva muncitorilor portuari de la Galați și pornește pe urmele lui. Mergând pe firul anchetei, Mironescu dă de urma lui Horațiu. Caraman îl trimite pe Sarca pentru a-l duce pe „student” într-o altă ascunzătoare. Acrobatul ajunge prea târziu, observându-l pe Horațiu cum era urmărit de agenții înarmați ai Siguranței. Tânărul ajunge pe marginea unui pod distrus. Când Mironescu ajunge pe marginea podului și îi pune cătușe „studentului”, acesta din urmă îl trage după el în gol.

## Distribuție
- Claudiu Bleonț — Horațiu Baltazar Câmpeanu, poreclit „Studentul”, tânăr activist comunist
- Gheorghe Visu — N. Sarca, fost acrobat de circ, tânăr activist comunist
- Marcel Iureș — Mironescu, inspector general al Siguranței Statului
- Tora Vasilescu — Lola, artistă la circul Gaetano
- Mariana Buruiană — Maria, studentă comunistă, iubita lui Horațiu
- Virgil Andriescu — Caraman, activist comunist, „omul de legătură” al lui Horațiu
- Andrei Codarcea — Neagoe, activist comunist, liderul grevei muncitorești din portul Galați
- Dragoș Pâslaru — Ignat Zegrea, șeful unui cuib legionar, fiul primarului din Telega
- Cornel Revent — Georgescu, inspector al Siguranței
- Petre Tanasievici — nea Cosma, lăcătușul trimis să repare vagonetele de la mină
- Valentin Voicilă — Ieremia, tânăr activist comunist
- Dan Bubulici
- Dumitru Ghiuzelea
- Șerban Celea
- Mircea Anghelescu — atașatul militar german
- Teodor Cojocaru
- Ion Punea
- Gheorghe Mazilu
- Constantin Dinescu
- Dumitru Dimitrie
- Emil Reisenauer
- Ion Henter
- Sorin Vizante
- Eugenia Bosînceanu — mama Mariei
- Constantin Bărbulescu — prefectul județului Prahova
- Mircea Dascaliuc
- Victor Petre
- Petre Nicolae — Patraulis, legionar bătăuș din Telega
- Gelu Mureșan — asistent al prefectului
- Bogdan Stanoevici
- Adrian Pavlovski
- Cătălin Popescu
- Florin Samoilă
- Silvia Tănase
- Manuela Iotta
- Adrian Ștefănescu — agent al Siguranței
- Dumitru Crăciun
- Iancu Caracota (menționat Iancu Caracotă)

## Producție
Scenariul filmului a fost scris de tânărul poet și cineast Anghel Mora (1949-2000). Filmul a fost realizat în studiourile Centrului de Producție Cinematografică „București”. El a fost filmat pe peliculă alb-negru.
Regizor secund a fost Stelian Stativă. Pe post de consultanți au fost folosiți prof.dr. Ion Ardeleanu (consultant istoric), ing. Gherasim Felea, ing. Radu Teodorescu și Mircea Gheorghiu. Cântecele la chitară au fost interpretate de Ioan Boieru.

## Recepție
Filmul Să mori rănit din dragoste de viață a fost vizionat de 1.345.131 de spectatori la cinematografele din România, după cum atestă o situație a numărului de spectatori înregistrat de filmele românești de la data premierei și până la data de 31.12.2007 alcătuită de Centrul Național al Cinematografiei.
În Istoria filmului românesc (1897-2000) (Ed. Fundației Culturale Române, București, 2000), criticul Călin Căliman constată că Mircea Veroiu își confirmă în Să mori rănit din dragoste de viață preocupările sale stilistice dominante, secvențele în care creează o atmosferă de epocă realistă având o deosebită vigoare compozițională: balul simbriașilor publici, un cinematograf din vremurile de altădată, culisele circului „Gaetano”, călătoria în vagonul de tren cu manechine. La realizarea atmosferei concură decorurile reconstituite veridic de scenograful Nicolae Șchiopu și costumele de epocă realizate de Hortensia Georgescu. Căliman consideră că filmul „are nerv, momente de suspans, învăluitoare tente poetice, secvențe antologice, un deznodământ «retezat», ca o cădere de ghilotină”. Personajele sunt bine interpretate de actori: Claudiu Bleonț are chipul asemănător cu cel al lui Harold Lloyd, „un chip curat și senin într-o lume frământată”, Gheorghe Visu este un „tânăr întreprinzător și dinamic, care parcurge drumul unei înțelegeri superioare a vieții”, Marcel Iureș creează modelul unui polițist tenace și odios, în timp ce chipul personajului interpretat de Mariana Buruiană exprimă o mare puritate. Criticul consideră goana pe biciclete a celor doi tineri, după aruncarea în aer a fabricii de armament, ca unul dintre „marile momente” ale cinematografiei românești, comparabil prin exuberanță cu „Butch Cassidy și Sundance Kid”.
Criticul Tudor Caranfil a dat filmului o stea din cinci și a făcut următorul comentariu: „De la prima întâlnire, studentul cu ochelari rotunzi care aduce a Malec și aventurierul însingurat ca Charlot, se recunosc. Cei doi tineri străbat centre muncitorești, îndeplinind temerar sarcinile PCR. Avatarurile picarești (trase de păr) ale unui tandem bazat pe dihotomia „tipul cu idei–tipul de acțiune”, de fapt simplu pretext de a introduce trăzniți la modă și în „conspirația ilegalistă”. Se caută cu lumânarea ambianțe cât mai inedite, printre care fotogenia „corfei” îl va inspira, patru ani mai târziu, pe Mircea Daneliuc pentru Iacob. Secv. rapel: un bal formanian de funcționari, voiajul suprarealist într-un vagon cu manechine și reproducerea unui întreg spectacol de cinema din epocă, cu actualități filmate la funerariile lui I.G. Duca, finalul din Dishonoured (v. Dicționar universal de filme) și fragmente de „completare cu revistă”.”
Jurnalistul Cristian Tudor Popescu, doctor în cinematografie și profesor asociat la UNATC, considera Să mori rănit din dragoste de viață drept un film cu caracter politic și propagandistic al epocii comuniste, în care regizorul nu se atinge de conținut, dar „frământă din greu forma”, realizând un hibrid mutant propagandisto-poetic. Inspirat din formalismul marilor ruși din anii '20, filmul are o „regie hiperartistică pe un scenariu comunistoid”. Criticul consideră că acest film, în ciuda faptului că a fost o comandă politică, și-a depășit condiția devenind un film de artă pur. Potrivit lui C.T. Popescu, „există filme românești valoroase, realizate înainte de ’89, care astăzi poartă eticheta infamantă «filme cu comuniști». Privite însă fără prejudecățile tâmpificante ale momentului, ele se dovedesc a fi remarcabile opere cinematografice, în care talentul regizorului și actorilor subminează până la dezintegrare «comanda politică», ceea ce rămâne fiind emoția artistică pură. Claudiu Bleonț și Gheorghe Visu creează un cuplu al ecranului la fel de puternic ca Redford-Newman în «Butch Cassidy și Sundance Kid», Hackman-Pacino în «Sperietoarea» sau Hoffman-Cruise în «Rainman». Memorabil, de asemenea, Marcel Iureș în rolul unui polițist psihopat”.

## Premii
Asociația Cineaștilor din România (ACIN) a acordat în 1984 Premiul pentru regie lui Mircea Veroiu pentru filmul Să mori rănit din dragoste de viață (ex-aequo cu Dan Pița pentru Dreptate în lanțuri), atribuind și două diplome de onoare actorilor Claudiu Bleonț (pentru rolurile din filmele Să mori rănit din dragoste de viață și Dreptate în lanțuri) și Gheorghe Visu (pentru rolul său din acest film).